# Пюбер
Пюбер (фр. Puberg) — коммуна на северо-востоке Франции в регионе Гранд-Эст (бывший Эльзас — Шампань — Арденны — Лотарингия), департамент Нижний Рейн, округ Саверн, кантон Ингвиллер. До марта 2015 года коммуна административно входила в состав упразднённого кантона Ла-Птит-Пьер (округ Саверн).
Площадь коммуны — 4,91 км², население — 343 человека (2006) с тенденцией к стабилизации: 342 человека (2013), плотность населения — 69,7 чел/км².

## Население
Население коммуны в 2011 году составляло 340 человек, в 2012 году — 341 человек, а в 2013-м — 342 человека.
| 1962 | 1968 | 1975 | 1982 | 1990 | 1999 | 2006 | 2008 | 2011 | 2012 | 2013 |
| ---- | ---- | ---- | ---- | ---- | ---- | ---- | ---- | ---- | ---- | ---- |
| 312  | 314  | 332  | 306  | 313  | 346  | 343  | 342  | 340  | 341  | 342  |

Динамика населения:

## Экономика
В 2010 году из 204 человек трудоспособного возраста (от 15 до 64 лет) 156 были экономически активными, 48 — неактивными (показатель активности 76,5 %, в 1999 году — 71,6 %). Из 156 активных трудоспособных жителей работали 145 человек (78 мужчин и 67 женщин), 11 числились безработными (6 мужчин и 5 женщин). Среди 48 трудоспособных неактивных граждан 11 были учениками либо студентами, 20 — пенсионерами, а ещё 17 — были неактивны в силу других причин.